# Нейссер Лойола
Нейссер Лойола (28 липня 1998, Сьєнфуегос, Куба) — бельгійський фехтувальник на шпагах, бронзовий призер чемпіонату світу, учасник Олімпійських ігор 2024 року. Син кубинського фехтувальника Нельсона Лойоли.

## Виступи на Олімпіадах
| Олімпіада  | Дисципліна          | Місце |
| ---------- | ------------------- | ----- |
| Париж 2024 | індивідуальна шпага | 8     |